# Markeymolen
De Markeymolen is een windmolen in het tot de West-Vlaamse gemeente Lo-Reninge behorende dorp Pollinkhove, gelegen aan Lobrug 6, aan de Lovaart tegenover de kern van Lo.
Deze gesloten standerdmolen fungeerde als korenmolen en voordien ook als oliemolen.

## Geschiedenis
De molen werd gebouwd in 1797. De voet van de molen werd in 1927 dichtgebouwd tot een zestienkantig bakstenen gebouwtje met toegangsdeuren. De laatste molenaar was Joseph Markey, waar de molen zijn huidige naam aan heeft te danken. In 1962 stopte hij met het molenbedrijf. De molen raakte geleidelijk in verval. Al in 1949 werd de molen beschermd als monument. In 1980 werd hij aangekocht door de provincie West-Vlaanderen die restauratiewerkzaamheden uitvoerde zodat de molen in 2003 weer maalvaardig was.
De molen heeft drie zolders, drie steenkoppels en een builinrichting.
- Inventaris van het Bouwkundig Erfgoed (Vlaanderen): 70209